# シルビナイト

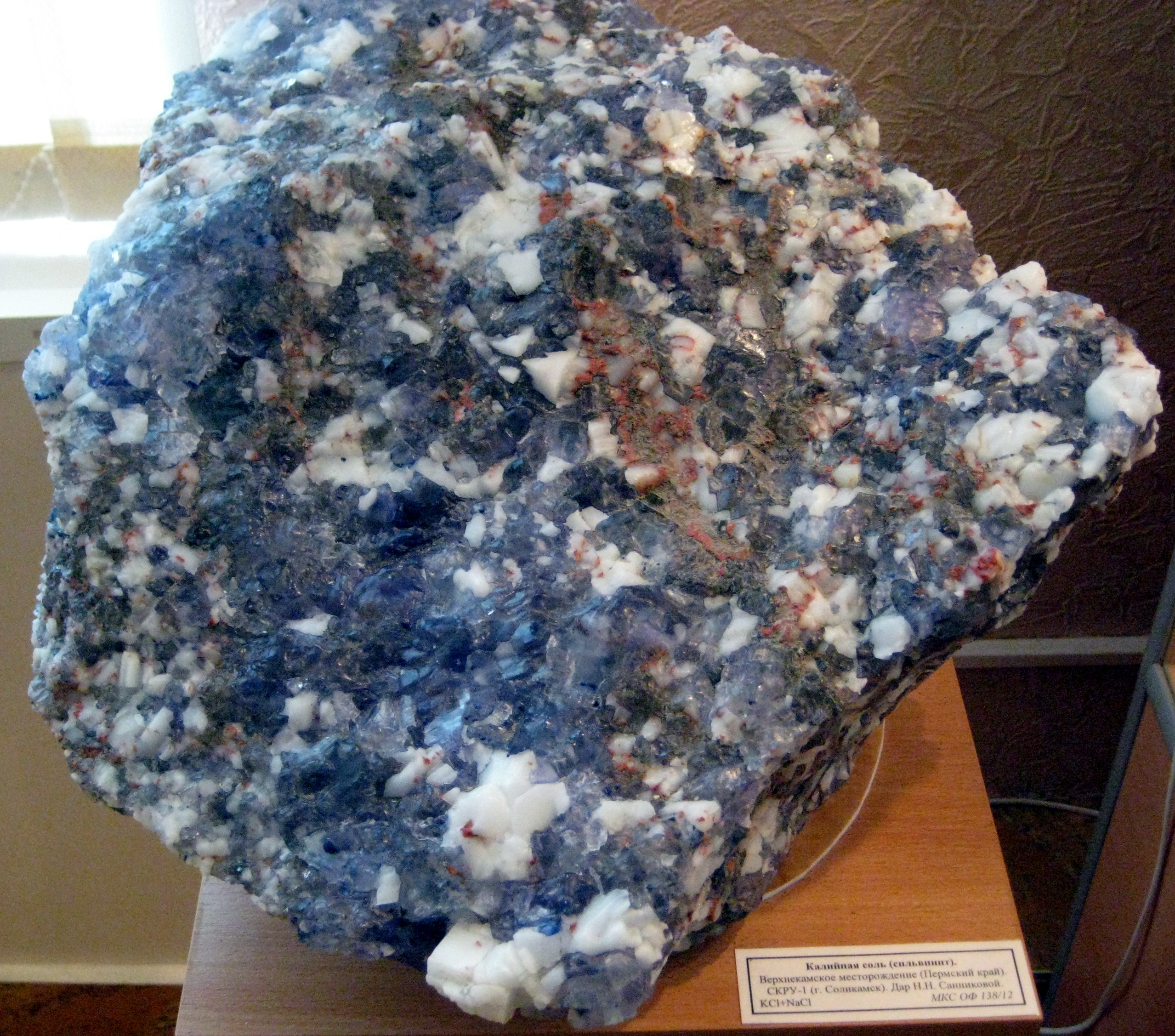
ロシア・ペルミ地方産シルビナイト

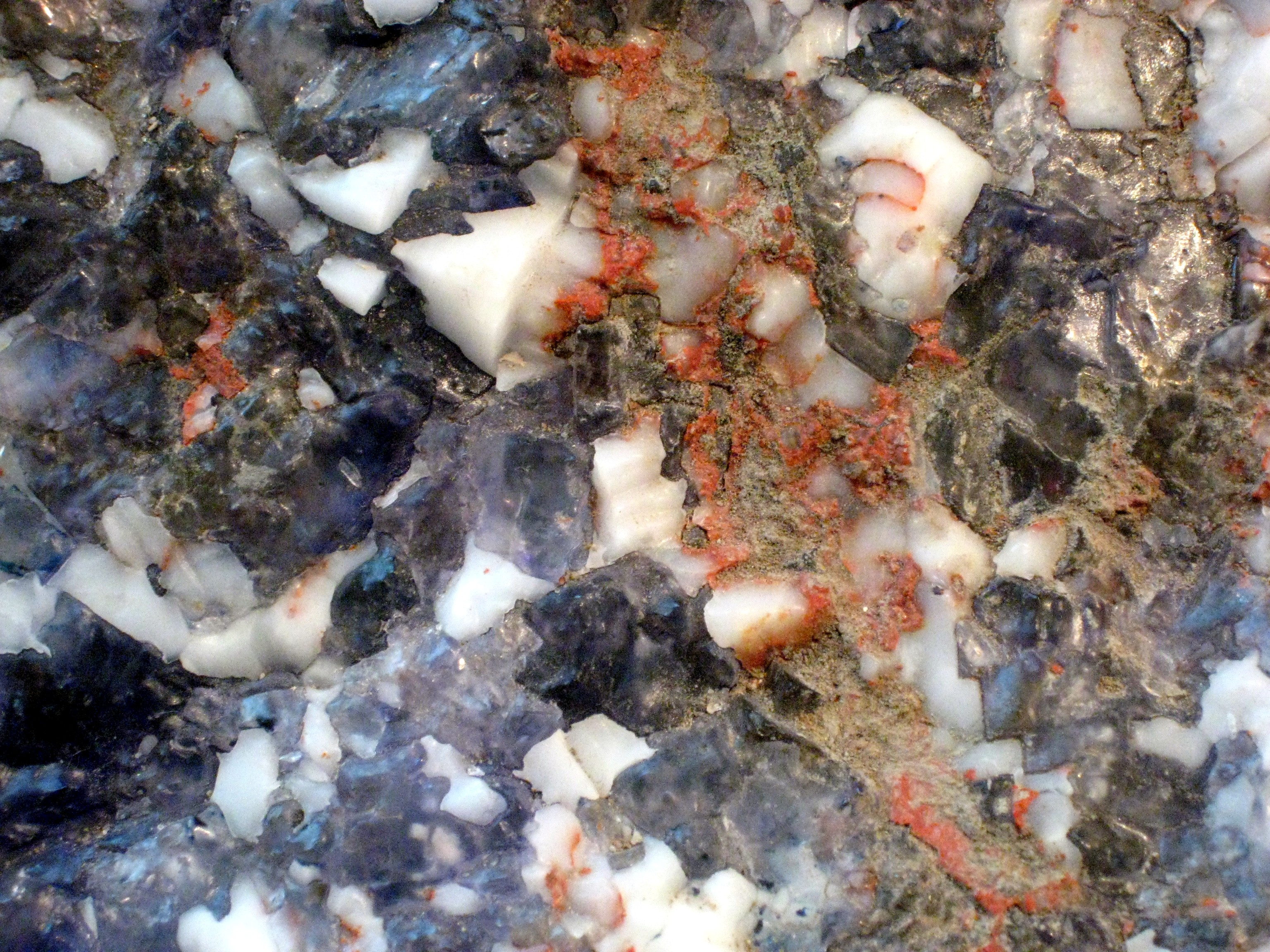
ペルミ産シルビナイトの拡大図

シルビナイト（Sylvinite）は、シルバイト（塩化カリウム）と岩塩（塩化ナトリウム）からなる堆積岩である。シルビナイトは、北米やロシア、英国においてカリウム塩の原料として最も重要なものである。カナダの鉱床のほとんどでは、塩化カリウムを約31%、塩化ナトリウムを約66%、残部に不溶性の粘土や硬石膏、鉱区によってはカーナライトを含むシルビナイトが採掘される。シルビナイト鉱床は、ベラルーシ、ブラジル、フランス、ドイツ、カザフスタン、スロバキア、スペインにも存在する。